# Roy Baker (cầu thủ bóng đá)
Roy V. Baker (sinh năm 1954) là một cựu cầu thủ bóng đá người Anh thi đấu ở vị trí tiền đạo cho Bradford City, Guiseley, và Thackley. Ông thi đấu 46 trận tại Football League cho Bradford, ghi 11 bàn thắng.
Ông sinh ra ở Bradford năm 1954.